# Авюлли
Авюлли (фр. Avully) — коммуна кантона Женева в Швейцарии. Статус города не имеет. Впервые упоминается (как Avulie) в 1220 году. Коммуна входит в перечень памятников природного и культурного наследия Швейцарии (ISOS).

## География
Согласно данным 2009 года, площадь Авюлли составляет 4,61 км², из которых 2,96 км² (64,2%) используются под сельское хозяйство, 0,69 км² (15%) — леса, на 0,68 км² (14,8%) постройки и дороги.
Авюлли соседствует с коммунами Авюзи, Дарданьи, Картиньи, Лаконне, Рюссен, Шанси, а также с коммуной французского департамента Эн.

## Демография
По данным переписи населения за август 2013 года в Авюлли проживали 1777 человек. Большинство из жителей говорят на французском языке (по состоянию на 2000 год 88,9%), остальные на английском (2,8%) и немецком (2,5%) языках. Один житель говорит на романшском. Процентное соотношение мужчин и женщин 49,4% и 50,6% соответственно.